# República Popular d'Albània
La República Popular d'Albània (albanès Republike Popullore Shqiperisë) fou el nom que va rebre l'estat albanès proclamat per Enver Hoxha el 1946 de règim comunista i que durà fins al 1992.

## Període estalinista 1946-1956
El 2 de desembre del 1945 el Partit del Treball d'Albània (PPS) formà un Fronti Demokratike i Shqiperisë (Front Democràtic Albanès) i convocà unes eleccions, on va obtenir el 93,8% dels vots. Així, el gener del 1946 es proclamà la Republike Popullore Shqiperisë (República Popular Albanesa) i elaborà una nova constitució, semblant a la iugoslava, per la qual es creava una Kuvend Popullore (Assemblea Popular) de 250 membres sota un règim de partit únic, el PPS. En el govern que es va formar, Enver Hoxha (1908-1985) ocuparà la secretaria general del PPS, el cap del Consell d'Estat i la cartera d'Afers Exteriors; Omer Nishani (1887-1954) serà nomenat president d'Albània; el general Haxhi Lleshi (1913-1998) serà ministre d'interior, l'històric Seyfulla Maleshova Lame Kodra ministre d'educació, i Mehmet Shehu (1913-1981) cap d'estat major i vicepresident.
Els polítics comunistes albanesos eren principalment tosk, però el règim no fou acceptat pels gegh del Nord, que vivien sota la institució del fys (comunitat pastoral i agrària), i rebels a tot poder central. Així, en el I Congrés del PPS celebrat el novembre del 1948, hi havia 29.137 afiliats (el 2,4% de la població albanesa), i fou reforçat amb la creació d'organitzacions de masses com la Bashkime i Rinise se Punës se Shqiperisë (Unió de Joves Treballadors Albanesos), el sindicat Keshilli Quëendror i Bashkimeve Profesionale te Shqiperisë (Consell Central d'Unions Professionals d'Albània) i la Bashkime i Grave Shqiperisë (Unió de Dones Albaneses). El 1957, endemés, apareixeria el Komiteti Kombetar i Veterahave te Luftes Antifashiste Nacional Çlirimtare te Popullit Shqiptar (Comité Nacional de Veterans de la Guerra d'Allibeament Nacional Antifeixista del Poble Albanès).
Koçi Xoxe, ministre d'interior del 1946 al 1948, defensarà la coordinació completa de les economies albanesa i iugoslava, i va elaborar un Pla Quinquennal d'explotació agrícola i minaire, feta a Iugoslàvia a canvi de béns manufacturats. Però l'expulsió iugoslava de la Kominform el 1948 va permetre Hoxha abraçar el marxisme més ortodox i eliminar els titistes. Xoxe fou executat l'11 de juny del 1949 després d'un judici a porta tancada, i foren empresonats Pandi Kristo, Vasco Koleci, Nuri Huta i Vango Mitrogjorgji. Seyfulla Maleshova, expulsat del partit per titoista el 1948, i el 1952 fou denunciat per desviació dretana, i potser executat. Del 24 de maig al 6 de juny del 1950 foren jutjats en un procés popular per alta traïció els paracaigudistes Edem Çako (1908-1950), Llukman Lutfiu i Kasem Zhupa, i després executats. Dels 31 membres del Comité Central del PPS nomenats en el període 1943-1948, només 9 restaven als seus càrrecs a la mort de Stalin el 1956. Encara el 25 de novembre del 1956 foren executats com a titistes Liri Gega, membre del comitè central del PPS, i els militars Dale Ndrev i Petro Buli.
El 1951 Djemal Shami, pistoler de l'ambaixador albanès a París, va intentar assassinar Sadik Premtaj, ex membre del PKS. I el 24 de juliol del 1953 fou destituït Omer Nishani com a president albanès i es va produir una remodelació: Enver Hoxha ocupà els càrrecs de primer ministre, la cartera d'afers exteriors i el cap del Consell d'Estat, Haxhi Lleshi esdevé president d'Albània i cap del Presidium, i Mehmet Shehu, ministre d'interior i de defensa.

## Reserva espiritualestalinista
A la mort de Stalin el 1953, en començar la desestalinització a l'URSS sota Nikita Khrusxov, Hohxa va condemnar-ho i s'autoconsiderà com a la "reserva espiritual del marxisme-leninisme", tot omplint el país de bunkers defensius contra una eventual invasió iugoslava. I quan Mao Zedong va trencar amb Moscou el 1958, Hoxha s'arrenglerà amb ell, i així va obtenir algunes inversions xineses al país, ja que volgueren utilitzar Albània com a plataforma propagandística del maoisme de cara al Tercer Món.
Durant el període 1961-1966 Hoxha va canviar els fils del partit per adaptar-lo a la nova situació. El 1960 els dirigents del partit Liri Belishova i Koço Tashko foren exclosos per fer declaracions prosoviètiques, i el maig del 1961 el contralmirall Temo Sejko amb un nombre indeterminat d'oficials.
El 1966 se celebrà el V Congrés del PPS, pel qual es reformà l'exèrcit i l'administració. Mehmet Shehu serà nomenat primer ministre i s'accentuà la política proxinesa. El país es va tancar totalment a l'exterior i les notícies que se'n rebien eren molt escasses, i més encara quan el 1968 decidiren retirar-se del Pacte de Varsòvia després de condemnar l'URSS per «revisionisme» i apartar-se de la línia ortodoxa.
El 1972 Enver Hoxha va ordenar l'elaboració d'una nova ortografia albanesa basada en el tosk, però que només es va fer servir a l'interior, ja que la diàspora i els kosovars seguiren emprant l'antiga. El juny del 1973 el responsable de propaganda del PPS a Tirana, Fadil Paçrani, i el director de la TV albanesa, Todi Lubonja, foren destituïts per "no impedir la penetració d'idees occidentals a la joventut albanesa". Conforme a les exigències de Pekin, Abdyl Kellezi, president de l'Associació Xineso-Albanesa, es mostrà favorable a l'obertura relativa als canvis internacionals de productes agrícoles per béns d'equip, i de la descentralització dels poders de decisió econòmica. El ministre de defensa, Beqir Balluqu, i el cap d'estat major, Petrit Dume, en retornar de Pekin defensaren l'aproximació militar a Iugoslàvia i a Romania per tal de compensar les febleses defensives albaneses, però ambdós foren executats el 1975.

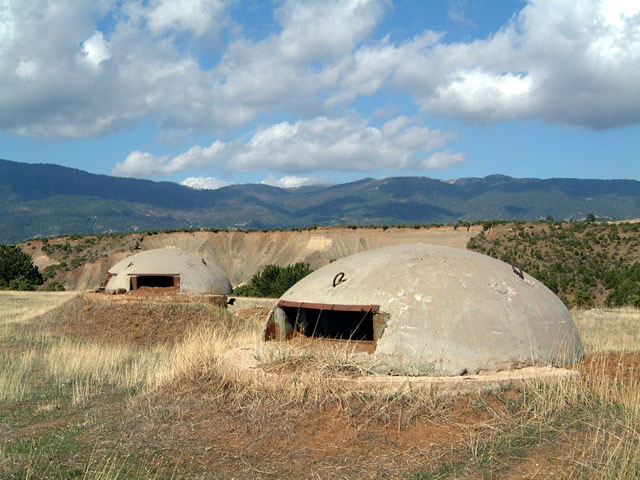
Búnkers construïts per Hoxha arreu del país

El 1974 Mehmet Shehu fou nomenat cap del Consell de Ministres i es perfila com a successor de Hoxha. Però el 1976 va morir Mao Zedong, i en apartar-se els seus successors de l'ortodoxia marxista, els albanesos trencaren amb la República Popular de la Xina, cosa que costà una nova purga del partit en la qual, endemés dels ja esmenats, desaparegueren del govern Kiço Ngjela (ministre de comerç) i Koço Theodhosi (ministre d'indústria). En total dimití un terç dels membres del govern i una quarta part del buró polític.
El 1976 aprovaren una nova constitució on es manté la supremacia del PPS i tant el sistema de producció com la vida econòmica socialista. El Comité central del PPS passa a tenir 30 membres que escollien un buró polític de set. Des del 1978 s'obriran relacions diplomàtiques amb Europa Occidental i Iugoslàvia. Així, el setembre d'aquest any Shehu i altres visitaran França, Itàlia, Dinamarca, Polònia i Iugoslàvia. Gràcies als esforços diplomàtics de Tito, a finals d'any s'inaugurarà el ferrocarril Tirana-Belgrad, però aquestes bones relacions s'espatllaren quan va esclatar la revolta kosovar del 1981, ja que les autoritats iugoslaves acussaren Hoxha d'instigar-les.

## Periclitació del règim
Però el règim albanès s'anava periclitant i enquistant. El 1979 va morir a París d'una greu malaltia Hysni Kapo, secretari del comitè central, tercer en l'escalafó albanès i representant del PPS en els organismes internacionals. Això va suposar un cop molt fort per Hoxha, ja que es tractava d'un moment delicat perquè el trencament amb la Xina provocà una certa indefinició tant interior com exterior. L'abril del 1980 Mehmet Shehu, president del Consell des del 1954 i ministre de defensa, cedeix el càrrec al seu cunyat Kadri Hasbiu i nomena Prokop Murra, aliat seu, ministre de Mines. Pel novembre del 1981 se celebrà el VIII Congrés del PPS, on foren declarats traïdors l'URSS, la Xina i Iugoslàvia, i es proclamaren novament com a la reserva espiritual del marxisme-leninisme, alhora que Mehmet Shehu presenta un informe sobre la situació econòmica. Poc després, el 18 de desembre del 1981, va morir en circumstàncies poc clares Mehmet Shehu (oficialment "suïcidi per depressió nerviosa"). Amb la seva mort, el gener del 1982 es va reorganitzar l'organigrama comunista albanès: Enver Hoxha (1908-1985) continua com a secretari general del partit; Ramiz Alia (1925), fins aleshores secretari del Comité Central del PPS, substitueix Haxhi Lleshi com a president albanès, i Adil Çarçani (1922-1997), qui fou ministre d'indústria i energia el 1965, és nomenat primer ministre. Dels antics ministres només en mantindrà tres; així, Prokop Murra, militant poc destacat fins aleshores, esdevé ministre de defensa.
Aprofitant un cert buit de poder, el setembre del 1982 un grapat d'exilats partidaris de Leka I i del Levzija Legalitet comandats per Xhevdet Mustafa organtizaren un desembarcament a Durrës, però que fou dispersat per la milícia albanesa. El novembre del 1982 es publica Els titistes d'Enver Hoxha, on endemés d'atacar Tito pels fets de Kosovo acussa Mehmet Shehu d'espiar des de primera hora per l'URSS, per EUA i per Iugoslàvia. I no acaba la cosa així, ja que el 1983 foren executats Kadri Hasbiu (ministre de defensa), Feçor Shahu (Ministre d'Interior) i Llambi Zicishti (ministre de sanitat), mentre que Nesti Nase (d'afers exteriors) i la vídua de Shehu foren condemnats a 25 anys, i fins i tot dos fills de Shehu foren empresonats. El 1984 fou empresonat l'escriptor Fatos Lubonja fins al 1991.
L'11 d'abril del 1985 va morir Enver Hoxha. El va substituir com a cap del país Lenka Cuko (1938), qui des del 1983 ja era de fet secretari general del partit, però el veritable home fort del país és Ramiz Alia, qui compta amb el suport de Nexmihe Hoxha (1921), vídua del dirigent. S'intensificarà la resolució dels problemes econòmics i intentarà millorar la relació amb els països veïns, però acussen el govern iugoslau de seguir una política de genocidi a Kosovo, i per primer cop reconeix que Shehu fou "liquidat" per ser un agent al servei dels EUA, URSS i Iugoslàvia.
Pel febrer del 1987 denuncià Mikhaïl Gorbatxov com a revisionista, mentre Foto Cami fou nomenat secretari del comitè central del PPS i Hekuran Isai, ministre d'interior i viceprimer ministre. El 28 d'agost del 1987 abandonaran definitivament l'"estat de guerra" amb Grècia, tot i que no arribaran a un acord definitiu sobre els fonteres, i el 16 de setembre iniciaran relacions diplomàtiques amb Alemanya, amb vistes d'obtenir compensacions de guerra. D'aquesta manera, el 23 d'octubre el ministre d'afers exteriors alemany, Hans-Dietrich Genscher, visitarà Tirana.
Pel febrer del 1988 Albània participarà per primer cop en la Conferència de Ministres d'Afers Exteriors dels Països Balcànics. Però la perestroika de Gorbatxov es comença a fer sentir a l'interior, i cap al desembre del 1989 s'inciaren les primeres manifestacions contra el règim comunista a Durrës.
Pel juliol del 1990 Ramiz Alia acceptà la inclusió a les llistes d'alguns candidats independents, i cedirà en aspectes com la planificació econòmica, però es nega a renunciar a l'hegemonia política del PPS. El dia 7 es convoquen manifestacions a Tirana, molt reprimides, i com a resultat, 5.000 manifestants demanen asil polític a les ambaixades d'Itàlia, França, Grècia, Turquia, Polònia, Hongria i Txecoslovàquia, però no els concediren visat. Fins i tot el 9 de novembre del 1990 l'escriptor Ismail Kadare, considerat com el nen mimat del règim, fugí cap a París. I el 12 de desembre, aprofitant que Alia decideix legalitzar el multipartidisme, els dissidents Arben Imami, el cardiòleg Sali Berisha, Azem Shpendi i Gramoz Pashko fundaren el primer partit opositor, el Partit Democràtic Albanès, partidari de les reformes democràtiques, de l'economia de lliure mercat i de convocar eleccions lliures; aviat rebrà el suport de la Unió d'Albanesos Lliures de Brussel·les. Aleshores promouen disturbis a Shköder i Kavajë, i manifestacions arreu del país.
Aquest fet generarà la major crisi política de la història albanesa. Es produeixen fugides massives de població cap a Itàlia i Grècia (es calcula que entre l'u de desembre del 1990 i el 7 de març del 1991 uns 20.000 albanesos fugiren, fins que militaritzaren els ports i ho impediren).
Pel gener del 1991 Ramiz Alia allibera un total de 393 presos polítics i es formen nous partits polítics, com el Partit Republicà d'Albània de Sabri Godo i el Partit dels Verds d'Albània, de caràcter ecologista, així com el diari opositor Rilindja Demokratike. Els fugits a Grècia ja són 18.000, alhora que esclata una vaga de minaires. També hagué d'abolir la prohibició religiosa i donar llibertat d'expressió. El 1991 uns 15.000 fidels musulmans es reuniren a la mesquita Ethem Bei de tirana per primer cop en 34 anys, i tqambé fou reoberta la mesquita bektashi.
El 24 de febrer del 1991 es produïren enfrontaments a l'Acadèmia Militar de Tirana, amb 10 morts, així com una gegantina manifestació a Tirana de 100.000 persones que acaba derribant la gran estàtua d'Enver Hoxha al centre de la ciutat. Aquest fet obliga Alia a enfrontar-se al sector més intransigent i estalinista del PPS, encapçalat per Nexmihe Hoxha, vídua del dictador, i destitueix Adil Çarçani per imposar al reformista Fatos Nano (1952) i reforma tot el govern.
Nogensmenys, es forma un Comité d'Iniciativa per les Escoles Militars de Tirana per la Defensa dels Interessos del Poble i de la Pàtria, que proposa la democratització i despolitització de l'exèrcit. El 8 de març les autoritats bloquejaren militarment els ports de Durrës i Tirana per tal d'evitar fugides massives de població, i es convocaren les primeres eleccions lliures pel 31 de març.

## Política antireligiosa
Des del 1946, Hoxha també va engegar una persecució religiosa sense pal·liatius, tot eliminant els clergues que se li oposaven. El març del 1947 foren assassinats dos prominents dirigents bektashi, Baba Fajo i Baba Fejzo; també va fer desaparèixer el muftí de Durrës, Mustafa Efendi Varoshi, el gran muftí d'Albània, Hafed Ibrahim Dibra, i Sheh Xhemal Pazari de Tirana. El 1948 foren afusellats el representant de la Delegació Apostòlica i el bisbe de Sappa, els bisbes Volai, Ghini i tres més, i el jurista musulmà Mustafa Pipa, defensor dels franciscans, i empresonats el vicari general de Shkodër, Gaspar Thaçi (qui morira en arrest domiciliari) i l'arquebisbe de Durrës, Vicenz Prennushi, qui moriria de les tortures sofertes; el 1949 també va exiliar el bisbe ortodox Kissi. El 1958 van empresonar els bisbes de Shkoder, Anton Fishta i Ernest Coba.
Endemés, el 1967 es va decidir el tancament de totes les institucions religioses i l'obertura d'un "museu de l'ateisme", alhora que anunciaven cofois i orgullosos que "l'última i més parasitària forma d'explotació de masses havia estat exterminada".
El 1968 el Free Albania Commitee amb base a Nova York va denunciar que Hoxha havia executat o enviat a camps de concentració uns 200 capellans de totes les religions albaneses. El maig del 1967 unes 2.169 mesquites, esglésies, monestirs i altres monuments religiosos foren tancats, destruïts o transformats. Tot aquell qui era enxampat amb símbols religiosos s'arriscava a ser condemnat a 10 anys de presó.

## L'oposició al règim
L'oposició externa al règim sempre fou feble i dividida. Zogú I d'Albània es va aixoplugar a Egipte i esdevé cap espiritual de la diàspora, però el 1955 Gamal Abdel Nasser l'expulsà del país i marxà a Canas, on va morir el 1961. Els diferents grups polítics no aconseguiren unir-se i formaren quatre grups diferents.
- Lidhja te Prizrenit (Lliga de Prizren), creada a Nova York el 1961 pels seguidors de Fan Noli i independentistes kosovars, com a part de la Beslëdhja Kombëtare Demokratike Shqipetare (Lliga Nacional Democràtica de la Paraula d'Honor Albanesa), que pretenia agrupar tots els anticomunistes.
- Balli Kombetar (Front Nacional, BK), creat el 1943, anticomunista, nacionalista i liberal, i dirigit per Midhat Frashëri i Ali Klissura.
- Legalitet (Legalitat), moviment creat el 1949 per Zogú I d'Albània, amb centres als EUA, Austràlia, Canadà, Bèlgica, França, Gran Bretanya, Suècia i Alemanya. A la seva mort fou encapçalat pel seu fill, Leka I (1938).
- Lidhja te Kosovarë (Lliga dels Kosovars), fundada el 1949 a Roma.

Midhat Frashëri va proposar el 1947 als EUA infiltrar comandos per a lluitar contra el règim comunista. El 1949 va rebre visat nord-americà i va crear el National Committee for a Free Albania finançat per la CIA, amb Mustafa Merlika-Kruja (m. 1958), Hasan Dosti, i Xhafer Deva (m. 1978), antic ministre d'interior durant l'ocupació i que va morir a Califòrnia. Mercè els oficis de l'espia doble britànic Kim Philby, la majoria dels comandos infiltrats foren detinguts i executats. Endemés, la mort de Zogú I a Canas el 1961 i de Fan Noli a Fort Lauderdale (Florida) el 1965, els dos opositors al règim comunista més carismàtics, van deixar molt desballestada l'oposició externa a Hoxha.
El fill de Zogú I, Leka I, s'havia establert a Espanya, però en fou expulsat el 1979 acussat de tràfic d'armes, i s'establí a Zimbàbue, des d'on planejarà un desembarcament a Albània el 1982 que va ser un fracàs. Ningú no va intentar res destacable fins a la caiguda del règim comunista el 1992.